# محمدرضا رحمانی
محمدرضا رحمانی (زاده ۱۳۵۰ در تاکستان) کارگردان و فیلم‌نامه‌نویس اهل ایران است.

## فیلم‌شناسی

### کارگردان
- زیباترین رویا(۱۴۰۱)
- آنها مرا دوست داشتند (۱۴۰۰)[۱]
- پریسا (۱۳۹۶)
- گاهی (۱۳۹۴)
- عروسک (۱۳۹۳) (مستند)
- دلخون (۱۳۸۷)
- ستایش (۱۳۸۵)

### نویسنده
- آنها مرا دوست داشتند (۱۴۰۰)
- پریسا (۱۳۹۶)
- عروسک (۱۳۹۳) (مستند)
- دلخون (۱۳۸۷)
- ستایش (۱۳۸۵)

### تهیه‌کننده
- آنها مرا دوست داشتند (۱۴۰۰)